# 레오 베인하커르
레오 베인하커르(네덜란드어: Leo Beenhakker [ˈleːjoː ˈbeːnɦɑkər][*], 1942년 8월 2일~2025년 4월 10일)는 네덜란드의 축구 감독이다. 그는 장기간 클럽과 국가대표팀을 이끌고 많은 성과를 냈다. 그는 아약스와 페예노르트 지휘봉을 잡고 모두 에레디비시를 우승한 경험이 있고, 레알 마드리드에서도 국내 대회에서 큰 성공을 거두었다. 그가 맡은 국가대표팀으로는 2006년 FIFA 월드컵 당시 지휘봉을 잡은 트리니다드 토바고와 UEFA 유로 2008 당시 이끌던 폴란드가 있는데, 두 나라 모두 각 대회에 처음으로 본선에 올랐다. 그는 스페인 무대에서 활약하면서 엽궐련과 담담한 유머로 레오 옹이라는 별칭이 붙었다.

## 감독 경력
베인하커르는 아약스, 페예노르트, 레알 마드리드, 사라고사, 그리고 아메리카 같은 다수의 명성 높은 구단을 이끌었다. 그는 사우디아라비아, 폴란드, 그리고 네덜란드 등의 국가대표팀을 이끌기도 했다. 그는 2006년 FIFA 월드컵을 앞두고 트리니다드 토바고 국가대표팀 감독으로 취임했다. 트리니다드 토바고 대표팀은 베인하커르의 지도 하에 2006년 FIFA 월드컵 본선에 진출하여 1차전에서 스웨덴과 0-0으로 비겼고, 잉글랜드와의 2차전에서도 경기 막판까지 무실점으로 버텼다.
2000년부터 2003년까지, 베인하커르는 아약스의 기술 고문을 맡았었다. 이 기간 동안, 그는 코 아드리안서 감독을 해임하고 로날트 쿠만을 후임으로 내정하였다.

### 폴란드
2006년 7월 11일, 베인하커르는 폴란드 국가대표팀의 지휘봉을 잡았다. 본래, 그는 UEFA 유로 2008이 끝날 때까지 폴란드를 지도하기로 합의를 보았지만 계약 기간이 2010년 FIFA 월드컵 예선전이 종료되는 2009년 11월까지로 연장되었다. 2007년 11월 17일, 벨기에를 2-0으로 이기면서 폴란드는 사상 첫 UEFA 유럽 축구 선수권 대회 본선에 진출하였는데, 폴란드의 "황금 세대"가 포진했던 1970년대와 1980년대에도 대회 본선에 진출한 적은 없었다. 2008년 2월 20일, 베인하커르 감독은 레흐 카친스키 폴란드 대통령으로부터 폴란드 재건 기사단 훈장을 받았다. 기사단 훈장은 교육, 과학, 스포츠, 문화, 예술, 경제, 국방, 사회 공헌, 봉사, 혹은 국가간 외교에서의 성과를 인정받은 사람에게 수여되는 것이었다. 그러나, 폴란드가 2010년 FIFA 월드컵 본선에 오르지 못하면서, 베인하커르 감독은 경질되었다.

### 페예노르트
폴란드 국가대표팀 지휘봉을 잡은 와중에도, 페예노르트는 2007년 5월 5일에 베인하커르로 하여금 감독 대행을 맡게 했고, 구단을 2006-07 시즌 플레이오프전으로 이끌었다. 폴란드 국가대표팀 지휘봉을 내려놓은 후, 그는 페예노르트 기술 단장으로 계약하였는데, 임기는 2009년 10월 9일부터 2011년 6월 30일까지였다.

### 우이페슈트
네덜란드에서 기술 단장으로 역임한 후, 베인하커르는 헝가리 1부 리그의 우이페슈트와 3년 게약을 맺고, 2011년 7월 29일 백자 군단의 새 단장으로 기자 회견에 참석했다. 버르터 처버가 새 단장으로 나오면서, 베인하커르의 주 업무는 1군과 활동하는 것이었다. 그러나, 구단은 그의 다양하고 오랜 기간 인맥을 쌓은 그를 통해 유럽 전역에 양방향으로 활용할 스카우트망을 확보하고자 했다. 그의 계약은 롤랑 뒤쇼틀레의 아들이자 벨기에의 사업가 로데리크 뒤쇼틀레가 구단을 인수하면서 2011년 10월에 해지되었다.
2017년 11월을 기점으로, 베인하커르는 스파르타 로테르담의 기술 고문으로 재직하고 있다.

## 언어
베인하커르는 몇 개의 언어를 구사할 수 있는데, 네덜란드어, 영어, 그리고 스페인어를 유창히 구사할 수 있다. 그는 폴란드 국가대표팀을 역임하면서 폴란드어 몇 단어도 구사할 수 있다.

## 수상
아약스
- 에레디비시: 1979–80, 1989–90

레알 마드리드
- 라 리가: 1986–87, 1987–88, 1988–89
- 코파 델 레이: 1988–89
- 수페르코파 데 에스파냐: 1988, 1989*

(* 1989년 수페르코파 데 에스파냐는 라 리가와 코파 델 레이를 모두 석권하여 자동으로 획득하였다.)
페예노르트
- 에레디비시: 1998–99
- 요한 크라위프 스할: 1999